# Pedro Ferrándiz
Pedro Ferrándiz González (* 20. November 1928 in Alicante; † 7. Juli 2022) war ein spanischer Basketballspieler und -trainer. Er verbrachte den größten Teil seiner Karriere bei Real Madrid und ist nach Titeln der erfolgreichste Trainer in der Geschichte Spaniens.

## Karriere
Pedro Ferrándiz begann schon 1955 seine Laufbahn bei Real Madrid als Nachwuchstrainer. Nach einer zweijährigen Etappe bei CB Hesperia kehrte er schließlich 1959 als Trainer zur ersten Mannschaft der Madrilenen zurück. Unter seiner Führung begann der Aufstieg des Klubs zu einer festen Größe im spanischen und europäischen Basketball. 1964 gelang seinem Team, nach zwei verlorenen Finalspielen in Folge, der erste Sieg im Europapokal der Landesmeister, ein Triumph der im folgenden Jahr gleich wiederholt werden konnte. Insgesamt gelangen unter seiner Führung fünf Siege im höchsten europäischen Wettbewerb sowie zwölf spanische Meistertitel der Asociación de Clubs de Baloncesto und elf Pokalsiege.
Im Jahr 1977 erhielt er als bislang einziger Basketballtrainer den Olympischen Orden. Der FIBA Order of Merit wurde ihm im November 2000 verliehen. Am 2. April 2007 wurde er in die Naismith Memorial Basketball Hall of Fame und am 22. September 2009 in die FIBA Hall of Fame aufgenommen. Darüber hinaus wurde er 2008 als einer der 50 bedeutendsten Akteure in der Geschichte der Europaliga ausgezeichnet.

## Erfolge

### International
- 5 Europapokale der Landesmeister:
  - 1964, 1965, 1967, 1968 und 1974.

### National
- 12 Spanische Meistertitel:
  - 1959–60, 1960–61, 1961–62, 1964–65, 1965–66, 1966–67, 1969–70, 1970–71, 1971–72, 1972–73, 1973–74, 1974–75.
- 11 Spanische Pokaltitel:
  - 1959–60, 1960–61, 1961–62, 1964–65, 1966–67, 1969–70, 1970–71, 1971–72, 1972–73, 1973–74, 1974–75.

## Pedro Ferrándiz Stiftung
1996 entstand auf Initiative von Pedro Ferrándiz im Madrider Vorort Alcobendas das International Center of Research and Documentation of Basketball, auch bekannt als Pedro Ferrándiz Stiftung. Es handelt sich um ein 1.500 m² großes Gebäude, dessen Dach einem Basketball nachgeahmt ist. Es beherbergt Ausstellungen, Diskussionsforen, Kongresse, Bildungskurse sowie zahlreiche Publikationen. Das Prunkstück des Gebäudes ist die Samaranch Bibliothek (benannt nach Juan Antonio Samaranch), die größte basketballbezogene Büchersammlung der Welt. Sie beherbergt rund 10.000 Bücher und 950 Magazine aus 65 Ländern in insgesamt 35 Sprachen.

### FIBA Hall of Fame
Pedro Ferrándiz hatte 1999 die Idee, eine der FIBA unterstehende, von der amerikanischen Naismith Memorial Basketball Hall of Fame unabhängige, Ruhmeshalle zu errichten. Die FIBA stimmte zu, und so entstand diese unmittelbar neben dem Gebäude der Pedo Ferrándiz Stiftung in Alcobendas. Das vierstöckige und 2.000 m² große Gebäude wurde 2007, im Zuge des 75. Jubiläums seit Gründung der FIBA, eröffnet. Aufgenommen werden Spieler, Trainer, Schiedsrichter und Funktionäre, die dem Basketballsport besondere Dienste und Leistungen erwiesen haben.